# Baltijos Futbolo Akademija
Baltijos Futbolo Akademija ist ein litauischer Fußballverein aus Vilnius. Der junge Verein spielt derzeit in der 1 Lyga, der zweithöchsten litauischen Liga.

## Geschichte
Der Verein wurde 2007 unter dem Namen Baltijos Futbolo Akademija gegründet. Verein spielt derzeit in der 1 Lyga ab 2019. Die Lizenz von Pirma lyga 2019 wurde an BFA vergeben, als in 1 Liga wurde Team mit FK Vilnius zusammengeführt. Nach der Saison 2019 endete die Partnerschaft. Die Lizenz von Pirma lyga 2020 wurde an BFA vergeben.

## Platzierungen (seit 2018)
| Saisons | Div. | Līga                | Platz | @           | Notering                                  |
| ------- | ---- | ------------------- | ----- | ----------- | ----------------------------------------- |
| 2018    | 3.   | Antra lyga (Pietūs) | 8.    | [ 2 ]       | ▲ Aufsteiger in die Pirma lyga 2019       |
|         |      |                     |       |             |                                           |
| 2019    | 2.   | Pirma lyga          | 11.   | [ 3 ]       | Lizenz BFA, aber Team benannt FK Vilnius; |
| 2020    | 2.   | Pirma lyga          | 13.   | [ 4 ]       |                                           |
| 2021    | 2.   | Pirma lyga          | 12.   | [ 5 ] [ 6 ] |                                           |
| 2022    | 2.   | Pirma lyga          | 7.    | [ 7 ]       |                                           |
| 2023    | 2.   | Pirma lyga          | 10.   | [ 8 ]       |                                           |
| 2024    | 2.   | Pirma lyga          | 9.    | [ 9 ]       |                                           |

## Farben und Trikot
| BFA            | BFA                |
| Trikot         | Trikot             |
| -------------- | ------------------ |
| 2018 · (Heim)  | 2018 · (Auswärts)  |
| 2020– · (Heim) | 2020– · (Auswärts) |

## Trainerchronik
- Domas Paulauskas (2018)
- Igoris Morinas (2019)
- Ivan Švabovič (2020)
- Andžėj Falčik (2021)
- Haroldas Šidlauskas (2022–2024)
- David Muslera Rodriguez (seit Dezember 2024)[10]